# Liste der Baudenkmale in Oldenburg (Oldb) – Röwekamp
In der Liste der Baudenkmale in Oldenburg (Oldb) – Röwekamp stehen alle Baudenkmale der Straße Röwekamp in Oldenburg (Oldb).  Die Quelle der IDs und der Beschreibungen ist der Denkmalatlas Niedersachsen.
Der Stand der Liste ist das Jahr 2022.

## Allgemein
In den Spalten befinden sich folgende Informationen:
- Lage: die Adresse des Baudenkmales und die geographischen Koordinaten. Kartenansicht, um Koordinaten zu setzen. In der Kartenansicht sind Baudenkmale ohne Koordinaten mit einem roten Marker dargestellt und können in der Karte gesetzt werden. Baudenkmale ohne Bild sind mit einem blauen Marker gekennzeichnet, Baudenkmale mit Bild mit einem grünen Marker.
- Bezeichnung: Bezeichnung des Baudenkmales
- Beschreibung: die Beschreibung des Baudenkmales. Unter § 3 Abs. 2 NDSchG werden Einzeldenkmale und unter § 3 Abs. 3 NDSchG Gruppen baulicher Anlagen und deren Bestandteile ausgewiesen.
- ID: die Objekt-ID des Baudenkmales
- Bild: ein Bild des Baudenkmales, ggf. zusätzlich mit einem Link zu weiteren Fotos des Baudenkmals im Medienarchiv Wikimedia Commons. Wenn man auf das Kamerasymbol klickt, können Fotos zu Baudenkmalen aus dieser Liste hochgeladen werden:

Zurück zur Hauptliste
| Lage                                   | Bezeichnung          | Beschreibung | ID       | Bild |
| -------------------------------------- | -------------------- | --- | -------- | ---- |
| Röwekamp 5 53° 8′ 58″ N, 8° 12′ 30″ O  | Wohnhaus             | Giebelständiger eineinhalbgeschossiger Putzbau von vier Achsen über Sockelgeschoss mit Drempel unter Satteldach (Typus „Oldenburger Hundehütte“). Auf der rechten Seite zurückgesetzter Vorbau mit Eingang. Putzgliederung: Rustizierung des Sockels, horizontale Fugen, geschossteilende Gesimse, Fensterrahmungen, im Giebel mittig Brüstungsreliefs. Vorgarten und eiserne Einfriedung. Erbaut wohl um 1878. | 37445229 | BW   |
| Röwekamp 7 53° 8′ 58″ N, 8° 12′ 30″ O  | Wohnhaus             | Giebelständiger eineinhalbgeschossiger Putzbau von vier Achsen mit Drempel unter Satteldach (Typus „Oldenburger Hundehütte“). Eingang auf der rechten Seite. Putzgliederung: geschossteilendes Gesims, Fensterrahmungen. Vorgarten. Erbaut 1878, Architekt: Ed. Bartels. | 37445255 | BW   |
| Röwekamp 9 53° 8′ 59″ N, 8° 12′ 30″ O  | Wohnhaus             | Giebelständiger eineinhalbgeschossiger Putzbau von vier Achsen mit Drempel unter Satteldach (Typus „Oldenburger Hundehütte“). Rechts moderner Wintergartenanbau. Eingang auf der linken Seite. Putzgliederung: geschossteilendes Gesims, Fensterrahmungen, im Giebel Brüstungsfelder. Vorgarten. Erbaut 1894–1895, Architekt: Ed. Bartels. | 37445278 | BW   |
| Röwekamp 11 53° 8′ 59″ N, 8° 12′ 30″ O | Wohnhaus             | Giebelständiger eineinhalbgeschossiger Putzbau von fünf Achsen (im Giebel vier) mit Drempel unter Satteldach (Typus „Oldenburger Hundehütte“). Eingang mittig. Putzgliederung: geschossteilendes Gesims, Fensterrahmungen, im Giebel mittig Ädikulen. Vorgarten. Erbaut 1894, Architekt: Ed. Bartels. | 37445303 | BW   |
| Röwekamp 15 53° 9′ 0″ N, 8° 12′ 29″ O  | Wohnhaus             | Zweigeschossiger Putzbau von vier Achsen über Sockelgeschoss unter Walmdach. Auf der rechten Seite zurückgesetzter Vorbau mit Eingang. Putzgliederung: Rustizierung des Sockels, Quaderung, geschossteilende Gesimse, Fensterrahmungen, im OG Brüstungsfelder, Traufgesims mit Zahnschnitt. Vorgarten und eiserne Einfriedung. Erbaut 1894–1895, Architekt: Ed. Bartels. | 37445325 | BW   |
| Röwekamp 16 53° 9′ 1″ N, 8° 12′ 31″ O  | Wohnhaus             | Zweigeschossiger Putzbau von fünf Achsen über Sockelgeschoss unter Walmdach. Rechte drei Achsen zusammengezogen als zweigeschossiger Standerker auf konvex-konkavem Grundriss. Schleppgaupe. Auf der linken Seite zurückgesetzter Vorbau mit Eingang. Sparsame Putzgliederung: Rauputz, Putzfelder um die Fenster und zwischen den Fenstern beider Geschosse. Vorgarten. Erbaut 1911, Architekt: H. Rathert. | 37445439 | BW   |
| Röwekamp 17 53° 9′ 1″ N, 8° 12′ 29″ O  | Wohnhaus             | Zweigeschossiger Putzbau von vier Achsen über Sockelgeschoss unter Walmdach. Rechts moderner Terrassenanbau. Moderne Giebelgaupe. Auf der rechten Seite zurückgesetzter Vorbau mit Eingang. Putzgliederung: Rustizierung des Sockels, Quaderung, geschossteilende Gesimse, Fensterrahmungen, im Obergeschoss Balusterbrüstungen, Traufgesims mit Konsolfries. Vorgarten. Erbaut um 1895, Architekt: Ed. Bartels. | 37445347 | BW   |
| Röwekamp 18 53° 9′ 1″ N, 8° 12′ 31″ O  | Wohnhaus             | Giebelständiger eineinhalbgeschossiger Putzbau von vier Achsen über Sockelgeschoss mit Drempel unter Satteldach (Typus „Oldenburger Hundehütte“). Auf der linken Seite zurückgesetzter Vorbau mit Eingang. Putzgliederung: Rustizierung des Sockels, Quaderung, geschossteilende Gesimse, Fensterrahmungen, im Giebel mittig Brüstungsfelder und Ädikula. Ehemals mit hölzernem Schwebegiebel. Vorgarten. Erbaut um 1895, Architekt: wohl Ed. Bartels. | 37445461 |      |
| Röwekamp 19 53° 9′ 1″ N, 8° 12′ 29″ O  | Wohnhaus             | Baugleich mit Röwekamp 21. Zweigeschossiger Putzbau von vier Achsen mit Sockelgeschoss unter Walmdach. Linke zwei Achsen Risalit, davor eingeschossiger polygonaler Standerker unter Balkon, darüber rekonstruierter Zwerchgiebel mit Voluten. Auf der rechten Seite zurückgesetzter Vorbau mit Eingang. Putzgliederung: Rustizierung des Sockels, Quaderung, geschossteilende Gesimse, im OG Brüstungsgesims, Fensterrahmungen, am Erker Brüstungsfelder, im OG Brüstungsreliefs und links Ädikula, Traufgesims mit Konsolfries. Vorgarten und eiserne Einfriedung. Erbaut 1895–1896, Architekt: Ed. Bartels. | 37445394 | BW   |
| Röwekamp 20 53° 9′ 1″ N, 8° 12′ 30″ O  | Wohnhaus             | Giebelständiger eineinhalbgeschossiger Putzbau von vier Achsen mit Drempel unter Satteldach (Typus „Oldenburger Hundehütte“). Eingang auf der linken Seite. Fenster im EG segmentbogig. Putzgliederung: geschossteilendes Gesims, Fensterrahmungen, im Giebel mittig Ädikula. Vorgarten. Erbaut 1894, Architekt: Wilhelm Wilken. | 37445483 |      |
| Röwekamp 21 53° 9′ 1″ N, 8° 12′ 29″ O  | Wohnhaus             | Baugleich mit Röwekamp 19. Zweigeschossiger Putzbau von vier Achsen mit Sockelgeschoss unter Walmdach. Linke zwei Achsen Risalit, davor eingeschossiger polygonaler Standerker unter Balkon, darüber Zwerchgiebel mit Voluten. Auf der rechten Seite zurückgesetzter Vorbau mit Eingang. Putzgliederung: Rustizierung des Sockels, Quaderung, geschossteilende Gesimse, im OG Brüstungsgesims, Fensterrahmungen, am Erker Brüstungsfelder, im OG Brüstungsreliefs und links Ädikula, Traufgesims mit Konsolfries, am Giebel Pilaster. Innen bauzeitliche wandfeste Ausstattung und Deckenmalerei. Vorgarten und eiserne Einfriedung. Erbaut 1895–1896, Architekt: Ed. Bartels. | 37445369 | BW   |
| Röwekamp 22 53° 9′ 2″ N, 8° 12′ 30″ O  | Wohnhaus             | Eckhaus zur Gertrudenstraße. Giebelständiger eineinhalbgeschossiger Putzbau von vier Achsen über Sockelgeschoss mit Drempel unter Satteldach. Im Souterrain rechts moderner Ladeneinbau. Auf der linken Seite zurückgesetzter Vorbau mit Eingang, bildet zur Gertrudenstraße zweigeschossigen Risalit von zwei Achsen mit Giebel. Putzgliederung: Rustizierung des Sockels, Quaderung, geschossteilende Gesimse, Fensterrahmungen, im Giebel Brüstungsreliefs, mittig als Balusterbrüstungen, und mittig Ädikula. Zum Röwekamp Vorgarten und eiserne Einfriedung. Erbaut 1895, Architekt: Ed. Bartels. | 37445505 |      |
| Röwekamp 23 53° 9′ 2″ N, 8° 12′ 29″ O  | Wohn-/ Geschäftshaus | Eckhaus zur Werbachstraße. Dreigeschossiger Putzbau unter Mansardwalmdach. Links zum Röwekamp zwei Achsen, an der Ecke dreigeschossiger Standerker mit Eingang unter geknicktem steilen Walmdach, darauf Giebelgaupe mit Voluten, rechts zur Werbachstraße fünf Achsen. Die rechte Achse als Loggien zur rechten Seite ausgebildet, die zweite Achse von rechts als Risalit mit Zwerchgiebel, daran Voluten. Im EG Gaststätteneinbau und jüngere polygonale Auslucht. Putzgliederung: Quaderung des Erdgeschosses, horizontale Fugen an den Obergeschossen, Rustizierung der Kanten, geschossteilendes Gesims über dem EG, in den Obergeschossen Brüstungsgesimse, Fensterrahmungen, im 1. OG Brüstungsfelder und Ädikulen, Traufgesims mit Konsolfries. Vorgarten. Erbaut 1898–1899, Architekt: Ed. Bartels. | 37445417 | BW   |